# RHBG
La familia Rh, la glicoproteína B, también conocida como RHBG, es una proteína transportadora de amoníaco que en los seres humanos está codificada por el gen RHBG .

## Función
RHBG y RHCG son miembros no eritroides de la familia de proteínas Rhesus (Rh) que se expresan principalmente en el riñón y pertenecen a la superfamilia de transportadores de metilamonio-amonio permeasa/amoniaco. Se predice que todas las proteínas de la familia Rh son proteínas transmembrana con 12 dominios que atraviesan la membrana y extremos N y C intracitoplasmáticos.